# Rävafallet

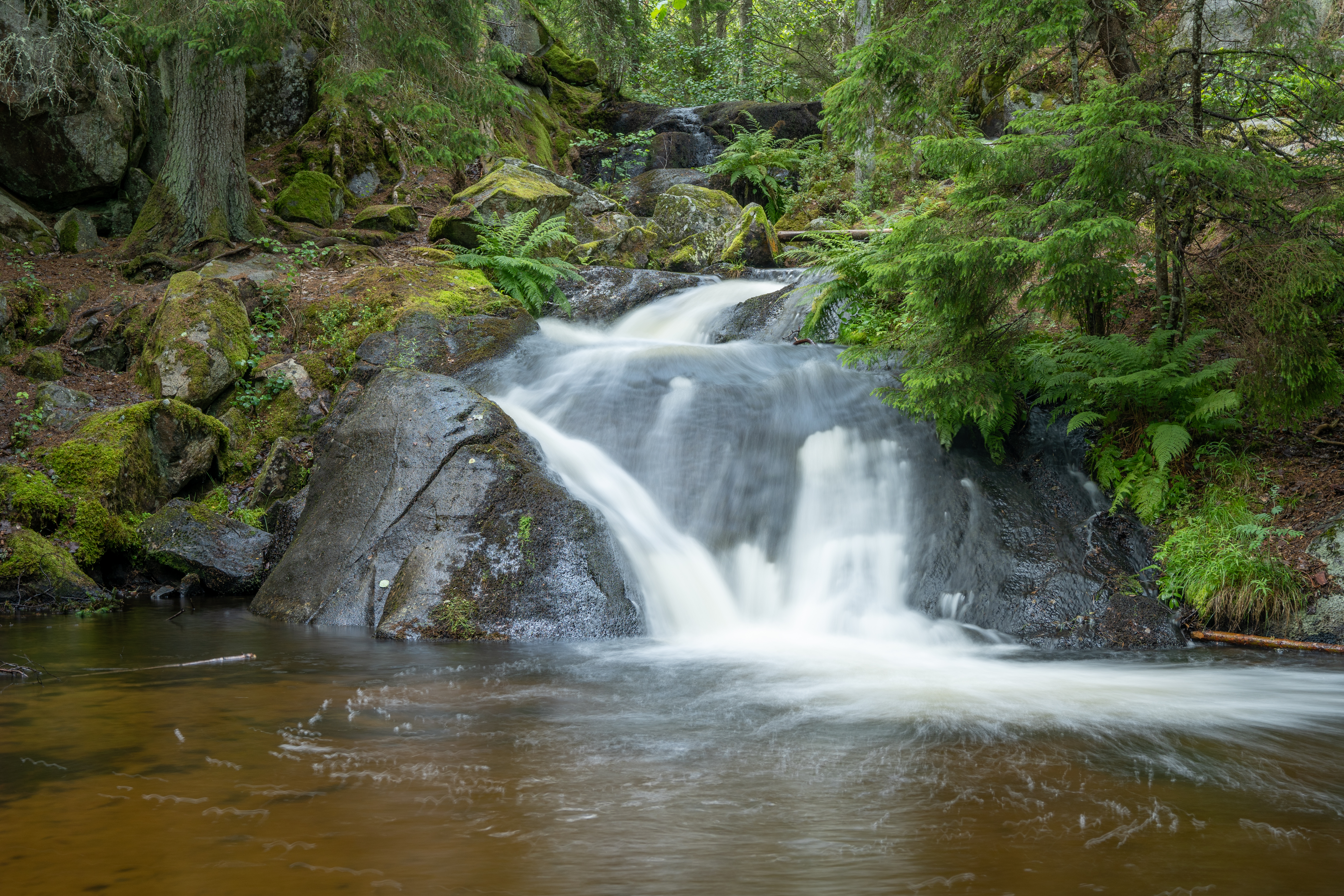
Rävafallet under 2023.

Rävafallet är ett vattenfall i Holmån på Hökensås i Habo kommun i Sverige. Det är beläget i Hökensås naturreservat.

### Fotnoter
1. ↑  ”Rävafallet”. Upplev Habo. Arkiverad från originalet den 19 juli 2014. https://web.archive.org/web/20140719193301/http://www2.habokommun.se/sv/se-gora/a475203/ravafallet/detaljer?filter=c=20948. Läst 3 juli 2014.
2. ↑  ”Rävafallet”. Naturfotoforum. 7 januari 2012. Arkiverad från originalet den 14 juli 2014. https://web.archive.org/web/20140714182304/http://www.naturfotoforum.se/forum/album_page.php?pic_id=12204&sid=e4d99edec2ef3d150574f173c7d89b72. Läst 3 juli 2014.